# Gare de Cambrai-Ville
Gare de Cambrai-Ville vasútállomás Franciaországban, Cambrai településen.

## Vasútvonalak
Az állomást az alábbi vasútvonalak érintik:
- Saint-Just-en-Chaussée-Dowaai-vasútvonal

## Kapcsolódó állomások
A vasútállomáshoz az alábbi állomások vannak a legközelebb:
- Gare de Caudry
- Gare d’Escaudœuvres
- Gare d’Aubigny-au-Bac
- Gare de Somain
- Gare de Wambaix